# Тайфур Хавутчу
Тайфур Хавутчу (тур. Tayfur Havutçu, нар. 23 квітня 1970, Анау) — колишній турецький футболіст, півзахисник. Після завершення кар'єри став футбольним тренером. Протягом декількох відрізків часу тренував стамбульський «Бешикташ».
Насамперед відомий виступами «Бешикташ», а також національну збірну Туреччини.

## Клубна кар'єра
У дорослому футболі дебютував 1990 року виступами за «Дармштадт 98», в якому провів три сезони, взявши участь у 35 матчах чемпіонату.
Своєю грою за цю команду привернув увагу представників тренерського штабу клубу «Фенербахче», до складу якого приєднався 1993 року. Відіграв за стамбульську команду наступні два сезони своєї ігрової кар'єри. Більшість часу, проведеного у складі «Фенербахче», був основним гравцем команди.
Протягом 1995–1997 років захищав кольори «Коджаеліспора».
1997 року перейшов до «Бешикташа», за який відіграв 9 сезонів. Граючи у складі «Бешикташа» також здебільшого виходив на поле в основному складі команди. Завершив професійну кар'єру футболіста виступами за команду «Бешикташ» у 2006 році

## Виступи за збірну
1994 року дебютував в офіційних матчах у складі національної збірної Туреччини. Протягом кар'єри у національній команді, яка тривала 11 років, провів у формі головної команди країни 44 матчі, забивши 6 голів.
У складі збірної був учасником чемпіонату Європи 2000 року у Бельгії та Нідерландах, чемпіонату світу 2002 року в Японії і Південній Кореї, на якому команда здобула бронзові нагороди.

## Тренерська кар'єра
Після завершення ігрової кар'єри залишився в штабі «Бешикташа», будучи помічником  головного тренера. Після того як команду залишив Жан Тігана, недовго у травні був виконувачем обов'язків тренера, після чого став асистентом Мустафи Денізлі та Бернда Шустера. 19 березня 2011, після того як іспанський спеціаліст покинув клуб, Хавутчу став головним тренером команди.
14 липня 2011 Хавутчу був узятий під варту за рішенням суду в рамках справи про договірні матчі і 3 серпня того ж року був знятий з посади тренера. 12 грудня 2011 року Тайфур був звільнений і повернувся до клубу, а після звільнення Карлоса Карвальяла, 2 квітня 2012 року, повернувся на посаду головного тренера «Бешикташа». Проте вже того ж року був заміненій на цій посаді на Самета Айбаба.

## Досягнення
- Чемпіон Туреччини (1): 2002-03
- Володар Кубка Туреччини (3): 1996-97, 1997-98, 2005-06
- Володар Суперкубка Туреччини (2): 1998, 2006.
- Бронзовий призер чемпіонату світу: 2002